# Friedrich Weigelt
Friedrich Weigelt (* 16. November 1899 in Zduny, Kreis Krotoschin; † 4. Juli 1986 in München) war ein deutscher Reformpädagoge und Politiker (SPD).

## Leben
Friedrich Weigelt besuchte die Präparandenanstalt in Lissa und danach das Lehrerseminar in Posen. 1917 ging er als Kriegsfreiwilliger ins Feld. 1919 zog er nach Berlin, wo er im Jahr darauf in die SPD eintrat. In der Kriegsseminaristen- und Junglehrerbewegung der Zeit nach dem Ersten Weltkrieg engagierte sich Weigelt stark. Er schrieb zahlreiche Aufsätze im Kampf um die Einstellungschancen von Junglehrern und 1925 unter dem Pseudonym „Friedrich Wilhelm“ den Roman Fritz Wilde, der Junglehrer und wurde Mitglied in der Freien Lehrergewerkschaft Deutschlands und deren Nachfolgeorganisation, der Gewerkschaft Deutscher Volksschullehrer. Außerdem gehörte er der Arbeitsgemeinschaft sozialdemokratischer Lehrer an, in der er ab 1932 Mitglied des Hauptvorstandes war.
Weigelt war von der Jugendbewegung inspiriert und versuchte deren Ansätze auch im Schulleben zu verankern. Er unterrichtete ab 1920 an der 1. weltlichen Schule in Adlershof, einem Internat, und ab 1922/23 an der Neuköllner Rütli-Schule und konnte an beiden Einrichtungen einige seiner Ideen verwirklichen. Er propagierte unter dem Einfluss seines Seminarfreunds Adolf Koch die Nacktkörperkultur in der Volksschule und das selbstständige Lernen und Arbeiten der Arbeiterkinder an der Rütli-Schule. 1930 unternahm er eine Studienreise in die USA, um sich über die dortigen Schulverhältnisse zu informieren.
Weigelt, der sich auch um die Erweiterung des Lektürekanons an den Volksschulen bemühte, vereinbarte eine Schulausgabe des Dramas Die Maschinenstürmer mit Ernst Toller. 1933 wurde ihm deshalb Konspiration mit einem Vaterlandsverräter vorgeworfen. Wenig später wurde ihm ein Berufsverbot erteilt, nachdem er zunächst an die 2. Volksschule in der Boddinstraße (Berlin-Neukölln) strafversetzt worden war. Weigelt verdiente nun als Angestellter Jaro von Tucholkas, mit der er seit 1931 in einer Schutz- und Kameradschaftsehe lebte, etwas Geld. Außerdem übernahm er Komparsenrollen in Film- und Theaterproduktionen; unter anderem arbeitete er in dieser Zeit, um etwas Geld zu verdienen, als Double für Harry Piel. Hinzu kamen Arbeiten für den Berliner Rundfunk.
Etwa ab 1943 lebte er, getrennt von seiner Ehefrau, die nach Wien gegangen war, und zusammen mit einem Freund, der nur unter dem Namen „Fräulein Sophia“ bekannt wurde, bei dem ehemaligen Kellner Richard Schultz (1889–1977), den er aus der Gemeinschaft der Eigenen kannte, die sich um Adolf Brand zu versammeln pflegte.
In der Nachkriegszeit lebte er wieder mit Jaro von Tucholka zusammen und schrieb zunächst für sozialdemokratische Blätter in Berlin. 1949 wurde er Oberschulrat im Hauptschulamt. Er stand der Gesellschaft zur Reform des Sexualrechts nahe und bewegte sich weiterhin in den Kreisen um Richard Schultz, machte dies jedoch mit Rücksicht auf seine Stellung nach Möglichkeit nicht publik. Von 1948 bis 1955 gehörte er der Berliner Stadtverordnetenversammlung und anschließend dem  Berliner Abgeordnetenhaus an; zeitweise war er dort schulpolitischer Sprecher der SPD.
1962 ging er in den Ruhestand und zog nach München. Dort betätigte er sich ehrenamtlich bei der Freiwilligen Selbstkontrolle der Filmwirtschaft (FSK) und im Kuratorium Unteilbares Deutschland und schrieb seine Erinnerungen an Adolf Brand nieder. Weigelt starb nach langer Krankheit. Sein Nachlass befindet sich im Besitz des Heimatmuseums Berlin-Neukölln.